# Süleyman Soylu
Süleyman Soylu, né le 21 novembre 1969 à Istanbul (Turquie), est un homme politique turc. 

## Carrière politique
Ancien chef du Demokrat Parti ou Parti démocrate, il rejoint l'AKP du Premier ministre Recep Tayyip Erdoğan en 2012. Il est ministre du Travail et de la Sécurité sociale de 2015 à 2016 dans le gouvernement Davutoğlu III puis dans le gouvernement Yıldırım. Il devient ministre de l'Intérieur en août 2016 après la démission surprise d'Efkan Ala.
Il est un proche du chef mafieux Sedat Peker, lui procurant des policiers en guise de gardes du corps et l’avertissant de l'avancée de l'enquête judiciaire le concernant.
Il a notamment la responsabilité de la mise en œuvre des purges massives à partir de l'été 2016. 
En tant que ministre de l'Intérieur, Soylu a remplacé au moins 45 des 65 maires des municipalités remportées par le Parti démocratique des peuples pro-kurde (HDP) par des administrateurs nommés par Ankara pour affiliation présumée avec le Parti des travailleurs du Kurdistan (PKK). Au moins 21 de ces maires ont été emprisonnés. Plus tard en février 2021, Soylu a fait arrêter plus de 700 présidents de district et de province du HDP. Ces actions ont reçu des réponses positives de certains hommes politiques nationalistes, dont Devlet Bahçeli du Parti d'action nationaliste (MHP), mais ont suscité la condamnation de membres du Parti républicain du peuple (CHP) d'opposition et de groupes de défense des droits de l'homme, Human Rights Watch décrivant les accusations portées contre des responsables du HDP. comme « inventées » et « motivées politiquement ». Après que le maire d'Istanbul, Ekrem İmamoğlu, a rendu visite à certains des maires emprisonnés, Soylu a défendu les arrestations en disant « qu'ils n'ont jamais nié, à ce jour, avoir un lien avec le PKK », et a menacé de « ruiner » İmamoğlu s'il continuait à « s'occuper [lui-même] avec d’autres affaires ».
Il est aussi connu pour sa rivalité avec le ministre des Finances, Berat Albayrak, gendre de Recep Tayyip Erdoğan. Il remet sa démission en avril 2020 à la suite de sa gestion controversée durant l'épidémie de Covid-19, mais celle-ci est refusée par Erdoğan.